# 直江津捕虜収容所事件
直江津捕虜収容所事件（なおえつほりょしゅうようじょじけん）とは、太平洋戦争中に現在の新潟県上越市に所在した東京俘虜収容所第四分所においてオーストラリア人捕虜が虐待を受けた事件。戦後、収容所の警備員8名が捕虜虐待を理由にBC級戦犯とされて、横浜軍事法廷にて死刑判決を受けて処刑された。

## 概要
東京俘虜収容所第四分所(直江津捕虜収容所)は、1942年12月7日に新潟県中頸城郡直江津町（1954年に市制施行、現在の上越市）の信越化学工業の工場内に開設され、1943年2月、中頸城郡有田村春日新田（現・上越市川原町）に移転した。1945年9月に閉鎖された。使役企業は信越化学工業のほか、日本ステンレスなどで、終戦時収容人員は698人で、内訳はアメリカ人兵士338人、オーストラリア人兵士231人、イギリス人90人、オランダ人39人であった。
収容されていたオーストラリア人捕虜300名のうち60名、1942年12月から翌年の3月まで続いた大寒波が原因で肺炎、栄養失調、脚気などを起こし、病死した。アメリカ人捕虜1人は急性心不全で1945年7月に死亡。

## 横浜裁判での判決
戦後、収容所の警備員8名が捕虜虐待を理由にBC級戦犯とされて、横浜軍事法廷にて死刑判決を受けて処刑された。横浜裁判では最多の死刑判決が出た。その他、終身刑4名、禁錮40年、20年、2年が各1名であった。
また、裁判では当時捕虜にゴボウを使用した料理を提供したところ、「木の根を食べさせられた」としてこれは虐待であると主張された。このゴボウ食強要についてはオーストラリア人と日本人との食文化の違いが指摘されている。

## 平和記念公園
1988年にＴ・グリン神父がオーストラリア元捕虜兵と直江津を訪問し、銘版を市に託し、直江津市側はオーストラリアのカウラ市がカウラ事件の日豪双方の被害者の慰霊祭を行っていることを知った。カウラにはカウラ日本人墓地も1963年に設置された。その後、直江津市民は上越日豪協会を結成、募金活動を通じて1995年10月8日に平和記念公園が開園し、日豪の関係者が参加した。